# مايكل هيتشكوك
مايكل هيتشكوك (بالإنجليزية: Michael Hitchcock) (ولد في 28 يوليه 1958) هو ممثل أميركي وكوميدي وكاتب سيناريو ومنتج تلفزيوني.

## روابط خارجية
- مايكل هيتشكوك على موقع IMDb (الإنجليزية)
- مايكل هيتشكوك على موقع ألو سيني (الفرنسية)
- مايكل هيتشكوك على موقع أول موفي (الإنجليزية)
- مايكل هيتشكوك على موقع قاعدة بيانات الأفلام السويدية (السويدية)
- مايكل هيتشكوك على موقع إن إن دي بي (الإنجليزية)
- مايكل هيتشكوك على موقع قاعدة بيانات الفيلم (الإنجليزية)
- مايكل هيتشكوك على موقع كينوبويسك (الروسية)